# 宮崎中央郵便局
宮崎中央郵便局（みやざきちゅうおうゆうびんきょく）は宮崎県宮崎市にある郵便局。民営化前の分類では集配普通郵便局であった。

## 概要
住所：〒880-8799 宮崎県宮崎市高千穂通1-1-34

### 併設施設
- ゆうちょ銀行宮崎店（熊本支店宮崎出張所）：取扱店番号730030 -  宮崎県内で唯一の同行直営店舗である。
- なお、かんぽ生命保険宮崎支店は、当局に併設ではなく、中央通にあるNCBユウコービル内に設置されている（当局の約300m西）。

## 沿革
- 1873年（明治6年）3月1日 - 宮崎郵便役所として開設[1]。
- 1875年（明治8年）1月1日 - 宮崎郵便局（二等）となる。翌日より、為替取扱を開始[1]。
- 1879年（明治12年） - 貯金取扱を開始[1]。
- 1888年（明治21年）8月1日 - 宮崎郵便電信局となる[1]。
- 1903年（明治36年）4月1日 - 通信官署官制の施行に伴い宮崎郵便局となる[1]。
- 1955年（昭和30年） - 宮崎駅との間の郵便物受渡が専用自動車化。専用自動車郵便線路「宮崎局駅線」が開設される[2]。
- 1956年（昭和31年）10月11日 - 電話通話事務の取扱を開始[3]。
- 1978年（昭和53年）9月30日 - 電話通話業務を宮崎電報電話局に移管。
- 1986年（昭和61年）3月 - 日豊本線を経由する鉄道郵便輸送（門司鹿児島東廻線）が廃止[4]。
- 1987年（昭和62年）7月1日 - 宮崎中央郵便局に改称[5]。
- 1991年（平成3年）10月1日 - 外国通貨の両替および旅行小切手の売買に関する業務取扱を開始。
- 2007年（平成19年）10月1日 - 民営化に伴い、併設された郵便事業宮崎支店、ゆうちょ銀行宮崎店に一部業務を移管。
- 2012年（平成24年）10月1日 - 日本郵便株式会社の発足に伴い、郵便事業宮崎支店を宮崎中央郵便局に統合。

## 取扱内容
- 郵便、印紙、ゆうパック、内容証明
- 生命保険、バイク自賠責保険、自動車保険、がん保険、引受条件緩和型医療保険 - 平日18時まで営業。
- 郵便番号の上2桁が88の地域あての郵便物を配達局ごとに区分する業務（地域区分局）
※ただし、ゆうパックは熊本北郵便局にて区分される。[6]
- 宮崎市内の一部地域の集配業務
- ゆうゆう窓口

### ゆうちょ銀行宮崎店
- 貯金、貸付、為替、振替、振込、国際送金、国債、投資信託、確定拠出年金、変額年金保険 - 平日16時まで営業。
- ATM

## 周辺
- 宮崎日日新聞社
- カリーノ宮崎
- 宮崎山形屋
- ボンベルタ橘
- 宮崎放送

## アクセス
- JR日豊本線 宮崎駅（西口）から徒歩約11分
- 宮崎交通バス 郵便局前停留所下車
- 東九州自動車道 宮崎西ICから南東へ約7km、もしくは一ツ葉大橋北詰（一ツ葉道路 南線北端出入口）から北西へ3km
- 駐車場あり：14台